# Meilleur joueur de la NFL par le Sporting News (MVP)
Le prix du joueur le plus remarquable de la NFL (MVP) est remis, chaque année depuis la saison 1954, par le Sporting News à un joueur de la National Football League (NFL) ayant été "le plus utile" à son équipe au terme de la saison régulière.  
Entre 1970 et 1979, le magazine désigne un lauréat pour chaque conférence :
- un pour l'American Football Conference (AFC)
- un pour la National Football Conference (NFC).

Dès la saison 1980, le Sporting News revient à la formule du lauréat unique mais depuis la saison 2012, modifie à nouveau sa formule pour décerner un prix au : 
- meilleur joueur offensif ;
- meilleur joueur défensif[1],[2].

## Palmarès
| Saison | Joueur                     | Équipe                             | Position                |
| ------ | -------------------------- | ---------------------------------- | ----------------------- |
| 1954   | Lou Groza                  | Browns de Cleveland                | Offensive tackle-kicker |
| 1955   | Otto Graham                | Browns de Cleveland                | Quarterback             |
| 1956   | Frank Gifford              | Giants de New York                 | Running back            |
| 1957   | Jim Brown                  | Browns de Cleveland                | Fullback                |
| 1958   | Jim Brown (2)              | Browns de Cleveland                | Fullback                |
| 1959   | Johnny Unitas              | Colts de Baltimore                 | Quarterback             |
| 1960   | Norm Van Brocklin          | Eagles de Philadelphie             | Quarterback             |
| 1961   | Paul Hornung               | Packers de Green Bay               | Running back            |
| 1962   | Y. A. Tittle               | Giants de New York                 | Quarterback             |
| 1963   | Y. A. Tittle (2)           | Giants de New York                 | Quarterback             |
| 1964   | Johnny Unitas (2)          | Colts de Baltimore                 | Quarterback             |
| 1965   | Jim Brown (3)              | Browns de Cleveland                | Running back            |
| 1966   | Bart Starr                 | Packers de Green Bay               | Quarterback             |
| 1967   | Johnny Unitas (3)          | Colts de Baltimore                 | Quarterback             |
| 1968   | Earl Morrall               | Colts de Baltimore                 | Quarterback             |
| 1969   | Roman Gabriel (en)         | Rams de Los Angeles                | Quarterback             |
| 1970   | NFC- John Brodie           | 49ers de San Francisco             | Quarterback             |
| 1970   | AFC- George Blanda         | Raiders d'Oakland                  | Quarterback-kicker      |
| 1971   | NFC- Alan Page             | Vikings du Minnesota               | Defensive tackle        |
| 1971   | AFC- Bob Griese            | Dolphins de Miami                  | Quarterback             |
| 1972   | NFC- Larry Brown           | Redskins de Washington             | Running back            |
| 1972   | AFC- Earl Morrall (2)      | Dolphins de Miami                  | Quarterback             |
| 1973   | NFC- John Hadl (en)        | Rams de Los Angeles                | Quarterback             |
| 1973   | AFC- O. J. Simpson         | Bills de Buffalo                   | Running back            |
| 1974   | NFC- Chuck Foreman (en)    | Vikings du Minnesota               | Running back            |
| 1974   | AFC- Ken Stabler           | Raiders d'Oakland                  | Quarterback             |
| 1975   | NFC- Fran Tarkenton        | Vikings du Minnesota               | Quarterback             |
| 1975   | AFC- O. J. Simpson (2)     | Bills de Buffalo                   | Running back            |
| 1976   | NFC- Walter Payton         | Bears de Chicago                   | Running back            |
| 1976   | AFC- Ken Stabler (2)       | Raiders d'Oakland                  | Quarterback             |
| 1977   | NFC- Walter Payton (2)     | Bears de Chicago                   | Running back            |
| 1977   | AFC- Craig Morton (en)     | Broncos de Denver                  | Quarterback             |
| 1978   | NFC- Archie Manning        | Saints de La Nouvelle-Orléans      | Quarterback             |
| 1978   | AFC- Earl Campbell         | Oilers de Houston                  | Running back            |
| 1979   | NFC- Ottis Anderson        | Cardinals de Saint-Louis           | Running back            |
| 1979   | AFC- Dan Fouts             | Chargers de San Diego              | Quarterback             |
| 1980   | Brian Sipe (en)            | Browns de Cleveland                | Quarterback             |
| 1981   | Ken Anderson               | Bengals de Cincinnati              | Quarterback             |
| 1982   | Mark Moseley (en)          | Redskins de Washington             | Kicker                  |
| 1983   | Joe Theismann              | Redskins de Washington             | Quarterback             |
| 1984   | Dan Marino                 | Dolphins de Miami                  | Quarterback             |
| 1985   | Marcus Allen               | Raiders de Los Angeles             | Running back            |
| 1986   | Lawrence Taylor            | Giants de New York                 | Linebacker              |
| 1987   | John Elway                 | Broncos de Denver                  | Quarterback             |
| 1988   | Boomer Esiason             | Bengals de Cincinnati              | Quarterback             |
| 1989   | Joe Montana                | 49ers de San Francisco             | Quarterback             |
| 1990   | Joe Montana (2)            | 49ers de San Francisco             | Quarterback             |
| 1991   | Thurman Thomas             | Bills de Buffalo                   | Running back            |
| 1992   | Steve Young                | 49ers de San Francisco             | Quarterback             |
| 1993   | Emmitt Smith               | Cowboys de Dallas                  | Running back            |
| 1994   | Steve Young (2)            | 49ers de San Francisco             | Quarterback             |
| 1995   | Brett Favre                | Packers de Green Bay               | Quarterback             |
| 1996   | Brett Favre (2)            | Packers de Green Bay               | Quarterback             |
| 1997   | Brett Favre (3)            | Packers de Green Bay               | Quarterback             |
| 1997   | Barry Sanders              | Lions de Détroit                   | Running back            |
| 1998   | Terrell Davis              | Broncos de Denver                  | Running back            |
| 1999   | Kurt Warner                | Rams de Saint-Louis                | Quarterback             |
| 2000   | Marshall Faulk             | Rams de Saint-Louis                | Running back            |
| 2001   | Kurt Warner (2)            | Rams de Saint-Louis                | Quarterback             |
| 2002   | Rich Gannon                | Raiders d'Oakland                  | Quarterback             |
| 2003   | Steve McNair               | Titans du Tennessee                | Quarterback             |
| 2003   | Peyton Manning             | Colts d'Indianapolis               | Quarterback             |
| 2004   | Peyton Manning (2)         | Colts d'Indianapolis               | Quarterback             |
| 2005   | Shaun Alexander            | Seahawks de Seattle                | Running back            |
| 2006   | LaDainian Tomlinson        | Chargers de San Diego              | Running back            |
| 2007   | Tom Brady                  | Patriots de la Nouvelle-Angleterre | Quarterback             |
| 2008   | Peyton Manning (3)         | Colts d'Indianapolis               | Quarterback             |
| 2009   | Peyton Manning (4)         | Colts d'Indianapolis               | Quarterback             |
| 2010   | Tom Brady (2)              | Patriots de la Nouvelle-Angleterre | Quarterback             |
| 2011   | Aaron Rodgers              | Packers de Green Bay               | Quarterback             |
| 2012   | Att. : Adrian Peterson     | Vikings du Minnesota               | Running back            |
| 2012   | Déf. : J. J. Watt          | Texans de Houston                  | Defensive end           |
| 2013   | Att. : Peyton Manning (5)  | Broncos de Denver                  | Quarterback             |
| 2013   | Déf. : Luke Kuechly        | Panthers de la Caroline            | Linebacker              |
| 2014   | Att. : Aaron Rodgers (2)   | Packers de Green Bay               | Quarterback             |
| 2014   | Déf. : J. J. Watt (2)      | Texans de Houston                  | Defensive end           |
| 2015   | Att. : Cam Newton          | Panthers de la Caroline            | Quarterback             |
| 2015   | Déf. : J. J. Watt (3)      | Texans de Houston                  | Defensive end           |
| 2016   | Att. : Tom Brady           | Patriots de la Nouvelle-Angleterre | Quarterback             |
| 2016   | Déf. : Khalil Mack         | Raiders d'Oakland                  | Defensive end           |
| 2017   | Att. : Antonio Brown       | Steelers de Pittsburgh             | Wide Receiver           |
| 2017   | Déf. : Calais Campbell     | Jaguars de Jacksonville            | Defensive lineman       |
| 2018   | Att. : Patrick Mahomes     | Chiefs de Kansas City              | Quarterback             |
| 2018   | Déf. : Aaron Donald        | Rams de Los Angeles                | Defensive tackle        |
| 2019   | Att. : Lamar Jackson       | Ravens de Baltimore                | Quarterback             |
| 2019   | Déf. : Stephon Gilmore     | Patriots de la Nouvelle-Angleterre | Cornerback              |
| 2020   | Att. : Patrick Mahomes (2) | Chiefs de Kansas City              | Quarterback             |
| 2020   | Déf. : Aaron Donald (2)    | Rams de Los Angeles                | Defensive tackle        |
| 2021   | Att. : Jonathan Taylor     | Colts d'Indianapolis               | Running back            |
| 2021   | Déf. : T. J. Watt          | Texans de Houston                  | Linebacker              |
| 2022   | Att. : Justin Jefferson    | Vikings du Minnesota               | Wide receiver           |
| 2022   | Déf. : Nick Bosa           | 49ers de San Francisco             | Defensive end           |
| 2023   | Att. : Tyreek Hill         | Dolphins de Miami                  | Wide receiver           |
| 2023   | Déf. : Myles Garrett       | Browns de Cleveland                | Defensive end           |
| 2024   | Att. : Saquon Barkley      | Eagles de Philadelphie             | Running back            |
| 2024   | Déf. : Myles Garrett (2)   | Browns de Cleveland                | Defensive end           |

### Sites connexes
- Trophées du meilleur joueur de la NFL (MVP)
- Meilleur joueur de la NFL par l'Associated Press (MVP)
- Meilleur joueur de la NFL par PFWA (MVP)
- Meilleur joueur offensif de l'année
- Meilleur joueur défensif de l'année
- NFL Honors
- Rookie NFL de l'année
- Meilleur revenant de l'année de l'Associated Press.
- Walter Payton Man of the Year Award.
- FedEx Air & Ground NFL Players